# Вулиця Сидора Голубовича (Тернопіль)
Вулиця Сидора Голубовича — вулиця в мікрорайоні «Березовиця» міста Тернополя. Названа на честь українського правника і політика Сидора Голубовича.

## Відомості
Розпочинається від вулиці Микулинецької, пролягає на південь до вулиці Академіка Студинського, де і закінчується. На вулиці розташовані переважно приватні будинки.